# Campionati europei di ciclismo su strada 2024 - Staffetta mista Elite
La staffetta a squadre mista Uomini/Donne dei Campionati europei di ciclismo su strada 2024, sesta edizione della prova, si è svolta il 12 settembre 2024, su un percorso di 52,3 km km, con partenza da Heusden-Zolder e arrivo ad Hasselt, in Belgio. La medaglia d'oro è stata appannaggio del sestetto dell'Italia, il quale ha completato il percorso con il tempo di 1h01'43"; l'argento è andato al sestetto della Germania e il bronzo a quello del Belgio.
Al traguardo 6 nazionali, di 6 alla partenza, hanno portato a termine la competizione.

## Ordine d'arrivo
| Pos. | Corridore | Squadra  | Tempo    |
| ---- | --- | -------- | -------- |
| 1    | Edoardo Affini Mattia Cattaneo Mirco Maestri Elena Cecchini Vittoria Guazzini Gaia Masetti                      | Italia   | 1h01'43" |
| 2    | Nils Politt Jannik Steimle Max Walscheid Lisa Klein Franziska Koch Mieke Kröger                                 | Germania | a 17"    |
| 3    | Edward Theuns Noah Vandenbranden Victor Vercouillie Alana Castrique Marion Norbert Riberolle Jesse Vandenbulcke | Belgio   | a 1'33"  |
| 4    | Kacper Gieryk Filip Maciejuk Szymon Sajnok Marta Jaskulska Karolina Kumięga Agnieszka Skalniak-Sójka            | Polonia  | a 1'49"  |
| 5    | Vitalij Hryniv Daniil Jakovljev Semen Symon Julija Birjukova Tetjana Jaščenko Ol'ha Šekel'                      | Ucraina  | a 4'23"  |
| 6    | Martin Papanov Jordan Petrov Emil Stojnev Petja Minkova Gergana Stojanova Ivana Tonkova                         | Bulgaria | a 7'58"  |